# Avoir (vente)
Pour les articles homonymes, voir Avoir.
 (avril 2025).
Un avoir (note de crédit en Belgique et en République démocratique du Congo) est un document commercial émis par un vendeur à un acheteur, reconnaissant une dette à ce dernier.
L'avoir est un document qui atteste que l'acheteur peut faire valoir un droit auprès du vendeur pour obtenir un bien ou un service de valeur équivalente ou un remboursement.
En d'autres termes, un avoir est en fait une facture en positif.

## Enjeux de l'avoir
Un avoir peut avoir pour cause :
- un retour de bien vendu ;
- une ristourne : réduction de prix du fait de l'atteinte d'un certain niveau de chiffre d'affaires (total des ventes) ;
- un rabais : réduction de prix du fait de la mauvaise qualité de bien ou service vendu ;
- l'oubli d'une remise sur une facture déjà envoyée et qui est rectifiée ultérieurement.

L'acheteur peut régler un nouvel achat en partie à l'aide de son avoir (et éventuellement le complément en numéraire si le montant de l'avoir est inférieur au montant de l'achat).
Le contraire d'un avoir est une note de débit ou une facture.